# École secondaire Gabriel-Dumont
École secondaire Gabriel-Dumont est l'une des deux écoles secondaires francophones de London, Ontario, Canada. Elle est située sur boulevard Evans dans le nouveau quartier Summerside, dans le coin sud-est de la ville. L’école tire son nom du chef Métis, Gabriel Dumont. L'école accueillait ses premiers étudiants en début septembre 2012.
Le pourcentage de la population francophone à London est très bas, mais la région se qualifie pour l'obtention de services en langue française sous La Loi sur les services en français et il existe un clientèle pour des écoles de langue française.  Une école élémentaire francophone existe à London depuis 1972 et c'est en 1979 qu’une école secondaire fut créée.  Au début, ce n'était qu’une classe située dans l’édifice du London Central Secondary School.  Avec le temps, il y a eu croissance de la population et un programme fut développé afin d'inclure une éducation complète connue sous le nom de Module scolaire de langue française (MSLF).  En 1998, à la suite de restructurations politiques au niveau des conseils scolaires, le MSLF est devenu Gabriel-Dumont.
C’est à la suite de cela que Gabriel-Dumont déménage dans un nouvel édifice avec l’école Catholique, Mgr Bruyère.  Le projet connu comme CDL a mis plus de dix ans à voir le jour, à la suite de désaccords politiques.
Gabriel-Dumont est également connu pour ses athlètes. Cette école offre un cours de soccer qui consiste en un crédit d'éducation physique et qui met l'accent sur la croissance des jeunes étudiants athlètes qui fréquentent cette école. Certains de ces élèves bien connus sont Davis Kouassi, Nicholas Dydynski, Nethaniel Taves, Ali Chams, Matthew Ruiz (la meilleure), etc.